# Кацнельсон-Шазар, Рахель
Рахель Кацнельсон-Шазар (ивр. רחל כצנלסון-שזר‎; 24 октября 1885, Бобруйск — 11 августа 1975, Иерусалим) — израильский общественный деятель, первая леди Израиля (супруга 3-го президента Израиля Залмана Шазара) с 1963 по 1973 год. Одна из учредителей женской организации «Наамат». Лауреат Премии Израиля (1958).

## Биография
Родилась в Бобруйске (Российская империя, ныне Белоруссия) в состоятельной семье лесопромышленника Ниссана Кацнельсона и Зельды-Лены Розовской, дочери раввина Мордехая Лейба Розовского. Её брат Авраам Каценельсон был сионистским активистом, один из подписавших Декларацию независимости Израиля.
Училась на Курсах востоковедения барона Д. Г. Гинцбурга в Санкт-Петербурге и в Академии иудаики в Берлине.
В 1912 году эмигрировала в Эрец-Исраэль. С 1924 года — член Центрального совета по культуре Гистадрута, с 1930 — член Исполнительного комитета Женского рабочего совета, с 1934 — редактор ежемесячного журнала для женщин «Двар га-поэлет». Входила в Исполнительный комитет партии МАПАЙ. Была членом президиума Генерального совета Всемирной сионистской организации.
В 1958 году удостоена Премии Израиля.